# Bruno Orsini
Bruno Orsini (Genova, 21 agosto 1929) è un politico e medico italiano.

## Biografia
Dopo aver ottenuto la laurea in medicina presso l'Università di Genova ed aver esercitato la professione di psichiatra, si dedica alla politica diventando più volte deputato, sottosegretario e senatore della Repubblica italiana ed ex difensore civico del comune di Genova e relatore della legge 180 (Legge Basaglia).
È stato membro del parlamento italiano ininterrottamente dal 1976 al 1994.
Democristiano, ha militato nella corrente "Nuove Cronache", guidata da Amintore Fanfani. È stato anche consigliere e assessore comunale a Genova e consigliere regionale della Liguria. Nei primi anni novanta è stato relatore del disegno di legge di ratifica del Trattato di Maastricht e componente della delegazione Italiana all'Assemblea generale dell'ONU.